# Histia dolens
Histia dolens är en fjärilsart som beskrevs av Druce 1888. Histia dolens ingår i släktet Histia och familjen bastardsvärmare. Inga underarter finns listade i Catalogue of Life.